# Lenguas pakawanas
Las lenguas pakawanas eran una pequeña familia lingüística hablada en lo que hoy es el norte de México y el sur de Texas. Todas las lenguas pakawanas están hoy extintas.

## Clasificación
Existen registros claros de al menos cinco lenguas pakawanas: coahuilteco, cotoname, comecrudo, garza y mamulique. Los tres primeros fueron propuestos por primera vez para ser relacionados por John Wesley Powell en 1891, en una agrupación entonces llamada coahuiltecano. Goddard (1979) agrupa a los tres últimos en una familia comecruda mientras se consideran los otros lengua aisladas. La composición actual y el nombre actual "pakawano" se deben a Manaster Ramer (1996).
El término lenguas coahuiltecas hoy se refiere a una agrupación algo mayor y menos segura filogenéticamente. La mayoría de las lenguas pakawanas a veces se han incluido también en las lenguas hokanas, mucho más grande y altamente especulativa (ver hipótesis hokana). La clasificación más inclusiva sería:

| comecrudano | \| \| comecrudo \| \| \| \| \| \| garza \| \| \| \| \| \| mamulique \| \| \| \| |
|             | \| \| comecrudo \| \| \| \| \| \| garza \| \| \| \| \| \| mamulique \| \| \| \| |
|             | cotoname                                                                        |
|             |                                                                                 |
|             | coahuilteco                                                                     |
|             |                                                                                 |
|             | comecrudo                                                                       |
|             |                                                                                 |
|             | garza                                                                           |
|             |                                                                                 |
|             | mamulique                                                                       |
|             |                                                                                 |

|  | comecrudo |
|  |           |
|  | garza     |
|  |           |
|  | mamulique |
|  |           |

| comecrudano | \| \| comecrudo \| \| \| \| \| \| garza \| \| \| \| \| \| mamulique \| \| \| \| |
|             | \| \| comecrudo \| \| \| \| \| \| garza \| \| \| \| \| \| mamulique \| \| \| \| |
|             | cotoname                                                                        |
|             |                                                                                 |
|             | coahuilteco                                                                     |
|             |                                                                                 |
|             | comecrudo                                                                       |
|             |                                                                                 |
|             | garza                                                                           |
|             |                                                                                 |
|             | mamulique                                                                       |
|             |                                                                                 |

|  | comecrudo |
|  |           |
|  | garza     |
|  |           |
|  | mamulique |
|  |           |